# Hermann Müller (botaniker)
Heinrich Ludwig Hermann Müller, född 23 september 1829, död 25 augusti 1883, var en tysk botaniker och entomolog.
Müller var lärare i Lippstadt från 1855. Han leddes genom Darwins arbeten till studier i blombiologin, utgav 1873 Die Befruchtung der Blumen durch Insceten och efter undersökningar i Alperna 1874-79, det stora verket Die Alpenblumen, ihre Befruchtung durch Insecten (1881) samt Weitere Beobachtungen über Befruchtung der Blumen durch Insecten (1879-82). Müller offentliggjorde även undersökningar över floristik och bryologi samt utgav exsickat över westfaliska bladmossor.
Auktorsnamnet H.Müll. kan användas för Hermann Müller (botaniker) i samband med ett vetenskapligt namn inom botaniken; se Wikipediaartiklar som länkar till auktorsnamnet.